# Steropodon
Steropodon galmani ist eine ausgestorbene Säugetierart. Sie lebte in der Kreidezeit in Australien und zählt zu den frühesten bekannten Vorfahren des Schnabeltieres.

## Merkmale

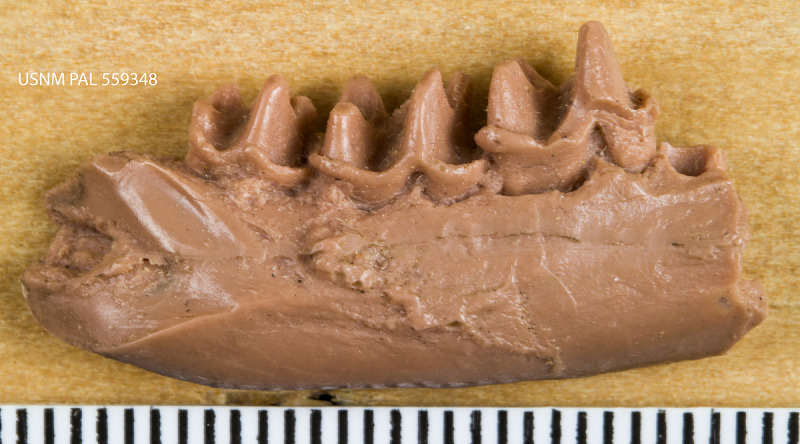
Kiefer von Steropodon

Die Fossilfunde beschränken sich auf Teile des Unterkiefers und mehrerer Molaren, die in opalisierter Form in New South Wales entdeckt wurden. Die Molaren waren rund 5 bis 7 Millimeter lang und 3 bis 4 Millimeter breit. Bemerkenswert sind die drei Höcker der Molaren, die an die tribosphenischen Zähne mancher Höherer Säugetiere erinnern. Ansonsten ist über Steropodon wenig bekannt. Anhand der Länge der gefundenen Kieferteile wird die Körperlänge auf rund 40 bis 50 Zentimeter geschätzt. Dies wäre zwar kleiner als bei dem in der gleichen Region lebenden Kollikodon, aber für mesozoische Säugetiere immer noch sehr groß.

## Systematik
Steropodon wird zusammen mit Teinolophos in die Steropodontidae gestellt, diese gelten als die frühesten bekannten Verwandten der Ornithorhynchidae, die heute noch durch das Schnabeltier repräsentiert werden. Die Ähnlichkeiten der Zähne dieser und verwandter Arten mit denen anderer mesozoischer Säugetiere aus Gondwana hat neue Diskussion über die Abstammungsverhältnisse der Ursäuger zu den anderen Säugetiergruppen aufgeworfen. Siehe dazu Systematik der Ursäuger.